# Estadio Nicolás Masís
Estadio Nicolás Masís Quesada, es un recinto deportivo ubicado en la ciudad de Escazú en la provincia de San José, Costa Rica.
Es la sede de local del equipo Dimas de Escazú de la Primera División Femenina de Costa Rica y de San José FC, que milita en la Segunda División de Costa Rica.